# VIRTUAL LIVE
VIRTUAL LIVE（バーチャル・ライブ）は、日本の音楽グループであるP-MODELの架空のライブ・アルバムシリーズ。すべてMP3はケイオスユニオンのホームページ内のP-PLANTで配信され、CDはインディーズレーベルのMAGNETより発売された。

## 概要
P-MODEL20周年記念プロジェクト「音楽産業廃棄物～P-MODEL OR DIE」を開始。そのプロジェクトの一環としてP-MODEL初期のライブを再現した「VIRTUAL LIVE」を発売する。ライブのヤジを収録するために、「VIRTUAL LIVE-1」では「ΔP集会」と呼ばれるイベントを公式サイトから募らせたが、「VIRTUAL LIVE-2」からはライブツアー「音楽産業廃棄物」の観客が使われている。
1では「IN A MODEL ROOM」、2は「LANDSALE」、3は「POTPOURRI」・「Perspective」からの収録曲となっており、シリーズ発売の意図は「初期作品が廃盤によって新しいファンが聞きたくても聞けないのをクリアするため」また、「コンピューターを使ったデジタル・パフォーマンスの一環として、今体験できない80年代のライヴの様子を、再現可能にできるようになったから」と平沢は語っている。1999年当時は1stアルバムから10thアルバムまで廃盤となっており、入手困難となっていた事から救済手段という位置づけである。
今シリーズではP-MODELメンバーは参加しておらず、コーラスなど他メンバーのパートがすべて平沢となっている。
シリーズ発売に先駆け、「P-PLANT（廃棄物再生処理工場）」と呼ばれるウェブサイトで「VIRTUAL LIVE」シリーズのサンプルなどがMP3配信された。このサンプル版では権利関係を回避するためにすべて歌詞やメロディが改変されている。これらは後に「P-PLANT CD Vol.1」に収録されている。

## VIRTUAL LIVE-1 Live at Roppongi S-KEN Studio 1979の収録曲
1. ルームランナー - ROOM RUNNER
  - 作詞・作曲：田中靖美／編曲：P-MODEL
2. サンシャイン・シティー - SUNSHINE CITY
  - 作詞：平沢裕一／作曲：田中靖美／編曲：P-MODEL
3. MOMO色トリック - PINKY TRICK
  - 作詞・作曲：平沢進／編曲：P-MODEL
4. ホワイト・シガレット - WHITE CIGARETTES
  - 作詞・作曲：平沢進／編曲：P-MODEL
5. 偉大なる頭脳 - THE GREAT BRAIN
  - 作詞：平沢進／作曲：安部文泰（ノンクレジット）・平沢進／編曲：P-MODEL
6. KAMEARI POP
  - 作詞・作曲：平沢進／編曲：P-MODEL
7. 美術館で会った人だろ - ART MANIA
  - 作詞・作曲：平沢進／編曲：P-MODEL
8. ヘルス・エンジェル - HEALTH ANGEL
  - 作詞・作曲：田中靖美／編曲：P-MODEL
9. 子供たちどうも - FOR KIDS
  - 作詞：平沢裕一／作曲：平沢進／編曲：P-MODEL
10. アート・ブラインド - ART BLIND
  - 作詞・作曲：平沢進／編曲：P-MODEL

## VIRTUAL LIVE-2 Live at Shibuya Nyron100% 1980の収録曲
1. ダイジョブ - DAIJOBU
  - 作詞・作曲：平沢進／編曲：P-MODEL
2. 「ラヴ」ストーリー - 「LOVE」 STORY
  - 作詞・作曲：田中靖美／編曲：P-MODEL
3. ミサイル - MISSILE
  - 作詞・作曲：平沢進／編曲：P-MODEL
4. ナ・カ・ヨ・シ - NA・KA・YO・SHI
  - 作詞・作曲：秋山勝彦／編曲：P-MODEL
5. ドクター・ストップ - DOCTOR STOP
  - 作詞・作曲：平沢進／編曲：P-MODEL
6. 異邦人 - ALIEN
  - 作詞：平沢進／作曲：平沢進、田中靖美／編曲：P-MODEL
7. I AM ONLY YOUR MODEL
  - 作詞・作曲：平沢進／編曲：P-MODEL
8. ワン　ウェイ　ラヴ - ONE WAY LOVE
  - 作詞・作曲：平沢進／編曲：P-MODEL
9. リトル　ボーイ - LITTLE BOY
  - 作詞・作曲：田中靖美／編曲：P-MODEL
10. オハヨウ - OHAYO
  - 作詞・作曲：平沢進／編曲：P-MODEL

## VIRTUAL LIVE-3 Live at 京大西部講堂 1982の収録曲
1. ジャングルベッドI - junglebed I
  - 作曲：平沢進／編曲：P-MODEL
2. 列車 - Train
  - 作詞・作曲：平沢進／編曲：P-MODEL
3. ジャングルベッドII - junglebed II
  - 作詞・作曲：平沢進／編曲：P-MODEL
4. モノクローム・スクリーン - monochrome screen
  - 作詞・作曲：田中靖美／編曲：P-MODEL
5. 青十字 - blue cross
  - 作詞・作曲：平沢進／編曲：P-MODEL
6. Perspective Ⅱ
  - 作詞・作曲：平沢進／編曲：P-MODEL
7. Perspective
  - 作詞・作曲：平沢進／編曲：P-MODEL
8. ブループリント - blue print
  - 作詞・作曲：田中靖美／編曲：P-MODEL
9. potpourri （ポプリ）
  - 作詞・作曲：平沢進／編曲：P-MODEL
10. うわばみ - A Large Snake
  - 作詞・作曲：平沢進／編曲：P-MODEL